# غمبونغ
7°36′S 109°31′E / 7.600°S 109.517°E
غمبونغ (بالإندونيسية: Gombong)‏ هي بلده تقع في منطقة وصاية كبومن التابعة لمقاطعة جاوة الوسطى في إندونيسيا.